# GD-ROM
GD-ROM (abreviação de "Gigabyte Disc Read-Only Memory") é um formato proprietário de disco óptico usado no Sega Dreamcast. É semelhante a um CD-ROM tradicional, com a diferença que os sulcos do disco estão gravados mais densamente, resultando em uma capacidade de armazenamento maior - cerca de 1,2 gigabytes. O formato foi desenvolvido para a Sega pela Yamaha.
O GD-ROM também foi utilizado como um opcional para a versão arcade do Dreamcast, o Sega NAOMI, disponibilizando uma mídia alternativa aos jogos em cartuchos. Também foi utilizado nas placas de arcade Sega Chihiro e Triforce.

## Regiões de um GD-ROM
Em um disco GD-ROM existem três seções de dados. A primeira está em formato de CD convencional e normalmente contém uma faixa de áudio avisando que o disco foi criado para o Dreamcast, não um CD player comum. Muitas vezes essa faixa utiliza a voz das personagens do jogo. Por exemplo, em Skies of Arcadia ouve-se a mensagem "We can't save the world from a CD player!" ("Não podemos salvar o mundo em um CD player!").
A seção em CD também contém um trecho de dados, compatível com PCs. Apesar de na maioria das vezes apenas incluir arquivos de texto com a identificação do jogo, alguns contém material extra para usuários de computadores como imagens para utilizar como fundo de tela.
Em seguida vem uma seção de separação que contém apenas o texto Produced by or under license from SEGA Enterprises LTD Trademark SEGA (produzido por ou sob licença da SEGA Enterprises LTD). A seção final (externa) do disco contém o jogo em si em um formato de alta densidade. Esta seção tem pouco menos de 1 gigabyte.

## Informações técnicas
O GD-ROM no Dreamcast usa velocidade angular constante (CAV) para leitura de dados, diferentemente do CD-ROM que usa velocidade linear constante. Devido a alta densidade da mídia, ela é muito frágil, assim qualquer risco pode inutilizá-la.
O Linux na sua versão 2.6.25 suporta o drive GD-ROM no Dreamcast. O NetBSD também suporta o drive.

## Fim da produção
Em fevereiro de 2007 a Sega encerrou oficialmente a produção do GD-ROM juntamente com o encerramento da prestação de suporte técnico para o Dreamcast e para o NAOMI, os únicos consoles que ainda usavam como mídia o GD-ROM.
Os últimos jogos lançados para o Dreamcast usando esta mídia foram "Karous", "Trigger Heart Excelica" e "Under Defeat", que foram apenas conversões da versão para arcade.